# Pierre-la-Treiche
Pierre-la-Treiche ist eine französische Gemeinde mit 474 Einwohnern (Stand 1. Januar 2022) im Département Meurthe-et-Moselle in der Region Grand Est (bis 2015 Lothringen). Sie gehört zum Arrondissement Toul und zum Kanton Toul.

## Geographie
Die Gemeinde liegt überwiegend am linken Ufer der Mosel, rund 20 Kilometer südwestlich von Nancy und fünf Kilometer südöstlich von Toul. Hier mündet das Flüsschen Arot in die Mosel. Nachbargemeinden sind Chaudeney-sur-Moselle im Norden, Villey-le-Sec im Nordosten Sexey-aux-Forges im Osten sowie Bicqueley im Süden und Westen.

### Verkehrsanbindung
Pierre-la-Treiche wird in West-Ost-Richtung durch die Départementsstraße D121 erschlossen. Die Autobahn A31 verläuft durch die westlichen und nördlichen Nachbargemeinden.

## Bevölkerungsentwicklung
| Jahr      | 1968 | 1975 | 1982 | 1990 | 1999 | 2006 | 2019 |
| Einwohner | 393  | 359  | 603  | 674  | 607  | 578  | 480  |

## Sehenswürdigkeiten
- Grottes Trou de Sainte Reine, prähistorische Höhle – Monument historique[1]
- Prieuré Saint Nicolas de la Rochotte, ehemalige Propstei aus dem 16. Jahrhundert – Monument historique[2]
- Kirche Saint-Christophe